# چاریک‌کاران
چاریَک‌کاران (اِسپـِچَک)  جماعت و شهرکی در کشور تاجیکستان است که در ناحیهٔ رودکی ناحیه‌های تابع جمهوری قرار دارد. جمعیت این جماعت ۱۴۴۹۶ است.